# 寅次郎的故事12 我的寅先生
《寅次郎的故事12 我的寅先生》（日語：男はつらいよ 私の寅さん）是一部1973年上映的日本喜剧电影，亦是《寅次郎的故事系列》的第十二部剧场版作品。由山田洋次导演，渥美清、倍赏千惠子、前田吟、松村达雄、三崎千惠子及岸惠子等等主演。於1973年12月26日上映。

## 劇情簡介
寅次郎的家人要到九州度假，寅次郎留下看守著店舖。家人回來後，一位老朋友柳文彦介紹他的妹妹律子給寅次郎，而寅次郎即時愛上律子，可是律子是一個藝術家，沒有閒情去處理寅次郎的愛意。

## 主要演员
- 车寅次郎：渥美清
- 诹访樱：倍赏千惠子
- 车龙造：松村达雄
- 车つね：三崎千惠子
- 诹访博：前田吟
- たこ社长：太宰久雄
- 源公：佐藤蛾次郎
- 御前样：笠智众
- 买断商户：吉田义夫
- 画伯：河原崎国太郎
- 夫人：苇原邦子
- 一条：津川雅彦
- 柳文彦：前田武彦
- 柳律子：岸恵子
- 满男：中村隼人
- 工人１：長谷川敏英
- 工人２：羽生昭彦
- 工人３：村上猛
- 工人４：木村贤治
- 八百屋：後藤泰子
- 巴士导游：门久小百合
- 柴又村民：谷よしの

### 英文
- . 英国电影协会.   [2013-05-02]. （原始内容存档于2012-10-17） （英语）.
- . Complete Index to World Film.   [2013-05-02]. （原始内容存档于2012-09-13） （英语）.
- Galbraith IV, Stuart. . DVD Talk. 2006-02-05  [2013-05-02]. （原始内容存档于2012-10-09） （英语）.

### 德文
- . www.molodezhnaja.ch.   [2013-05-02]. （原始内容存档于2012-07-17） （德语）.

### 日文
- . www.allcinema.net.   [2013-05-02]. （原始内容存档于2012-10-18） （日语）.
- . 日本电影院数据库（日本文化厅）.   [2013-05-02]. （原始内容存档于2012-02-26） （日语）. 外部链接存在于|publisher= (帮助)
- . 日本电影数据库.   [2013-05-02]. （原始内容存档于2013-06-14） （日语）.
- . 电影旬报.   [2013-05-02]. （原始内容存档于2012-03-09） （日语）.

### 中文
- . 豆瓣电影.   [2013-05-02]. （原始内容存档于2013-04-09）.